# Simon De Cuyper
Simon De Cuyper (Leuven, 30 oktober 1986) is een Belgisch triatleet. 

## Levensloop
De Cuyper nam deel aan de Olympische Zomerspelen van 2012 te Londen, maar won hierbij geen medailles. Hij werd er 26e in de eindrangschikking. Hij dankte zijn deelname aan zijn wereldbekerzege in mei 2012 in het Mexicaanse Huatulco.
Sinds november 2013 maakt De Cuyper deel uit van het topsportproject van Defensie. In 2023 behaalde hij zijn elfde Belgische titel, waarvan zes op de kwartriatlon (2008, 2012, 2013, 2016, 2019 en 2023 ) en vijf op de sprintafstand (2007, 2013, 2016, 2017 en 2021).

## Palmares

### 2016
- BK kwart triatlon Izegem
- BK sprint triatlon Gullegem
- BK ploegentriathlon Doornik met "SMO-specialized triathlonteam"
- Europabeker Sprint Altafulla
- Triathlon van de Marine Zeebrugge
- Team Relay Zwevegem met "SMO-specialized triathlonteam"
- Europabeker Sprint Tartu

### 2015
- Europabeker Sprint Riga
- Sprint triatlon Vilvoorde
- Eindwinnaar T3 series met "SMO-specialized"

### 2014
- BK ploegentriathlon Doornik met "SMO-specialized triathlonteam"
- BK Olympische afstand triathlon te Kortrijk
- Coupe de France met "TCG 79 Parthenay"

### 2013
- BK Olympische afstand triathlon Brasschaat
- BK sprint triatlon Lille
- BK ploegentriathlon Doornik met "SMO-specialized triathlonteam"
- Coupe de France met "TCG 79 Parthenay"

### 2012
- BK Olympische afstand triathlon Mechelen
- Wereldbeker Santa Cruz Huatulco
- BK ploegenduathlon Wevelgem (met SMO-Specialized team)
- 26e Olympische Spelen in Londen

### 2011
- BK olympische afstand Izegem
- Wereldbeker Tongyeong
- Europabeker OD Holten

### 2009
- BK Olympische afstand Izegem U23 (5de bij de elite)
- BK sprint triathlon Antwerpen U23 (7de bij de elite)
- Europabeker OD Ferrol

### 2008
- BK olympische afstand Kortrijk (elite + U23)

### 2007
- BK sprint triathlon Butgenbach (elite + U23)

### 2006
- BK sprint triathlon Geel U23 (10de bij de elite)

### 2005
- BK triathlon junioren Meerhout
- BK duathlon junioren Antoing
- jeugdcup triathlon l'eau d'heure
- jeugdcup triathlon Antoing
- internationale jeugdduathlon Venray
- Eindwinnaar jeugdcup klassement junioren

## Ploegen
Belgische gemengd estafetteteam triatlon